# Línea 7 (Bus Guadalajara)
La línea 7 es una línea regular llamada LINEA 7 de la ciudad de Guadalajara (España). Es operada por la empresa ALSA.
Realiza el recorrido comprendido entre la Estación de Autobuses y los barrios anexionados de Iriepal y Taracena, regresando nuevamente a la Estación de Autobuses. Tiene una frecuencia media de entre 60 y 120 minutos, variando según el momento del día.

## Recorrido Ida

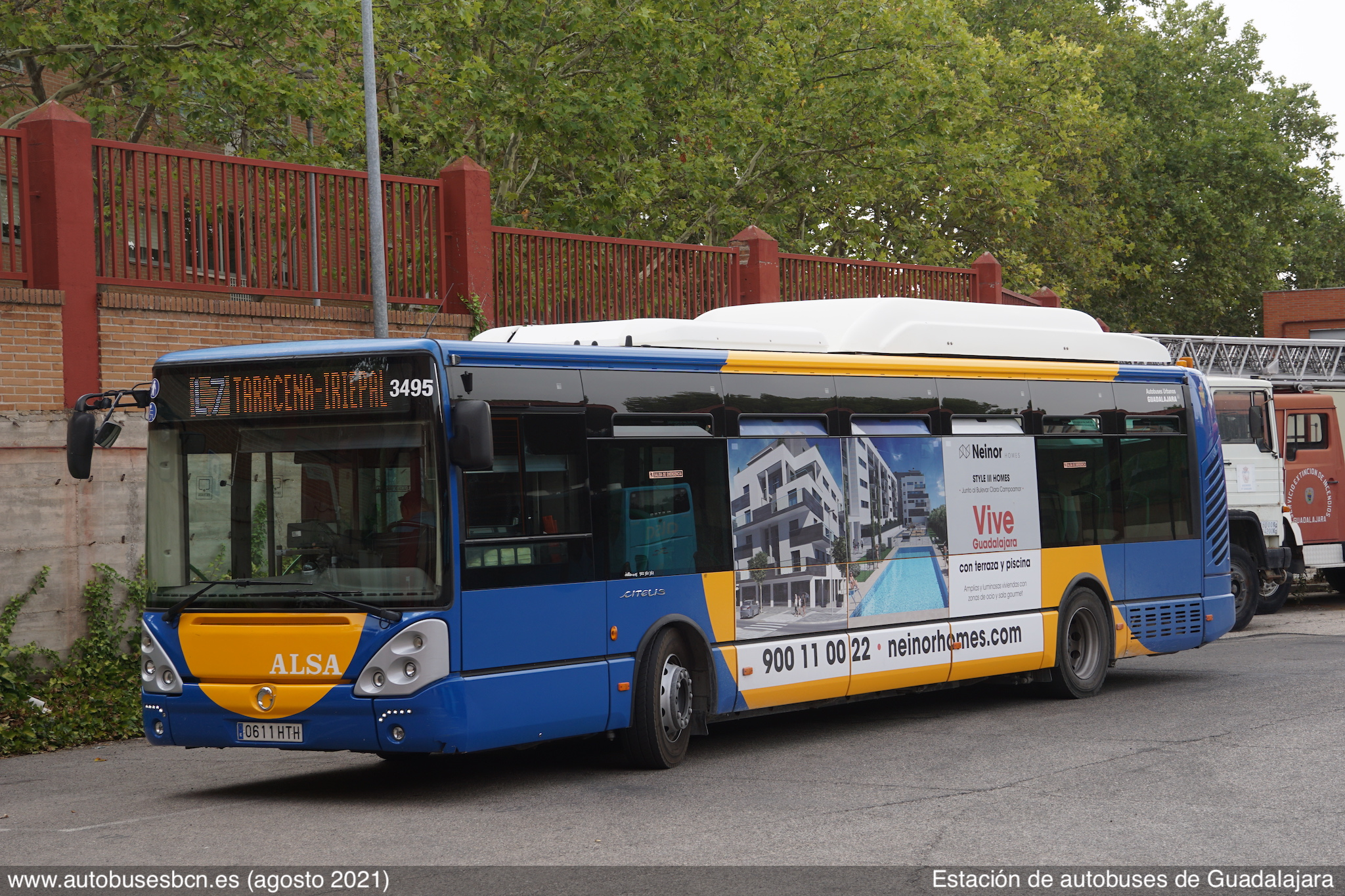
L7 en la estación de autobuses de Guadalajara agosto2021 www.autobusesbcn.es

- L7 en la estación de autobuses de Guadalajara agosto2021 www.autobusesbcn.esC/ Dos de Mayo (Estación de Autobuses)
- C/ Cardenal González de Mendoza n.º 9
- C/ Fernández Iparraguirre n.º 17
- C/ Plaza Capitán Boixareu Rivera (Concordia)
- C/ Zaragoza n.º 18
- C/ Zaragoza (Después c/Huesca)
- C/ Zaragoza n.º 52
- Avda. de Francia (Antes de Sierra Nevada)
- Avda. de Francia (Antes Glrta. Los Valles)
- Iriepal (Paseo de las Acacias)
- Iriepal (Plaza Ayuntamiento)
- Taracena (Plaza García de la Varga)

## Recorrido Vuelta
- Taracena (Plaza García de la Varga)
- Avda. de Francia (Estación Servicio)
- Avda. de Francia (Antes Señorío de Molina)
- C/ Zaragoza n.º 53
- C/ Zaragoza n.º 31
- C/ Zaragoza n.º 19
- C/ Boixareu Rivera n.º 10
- C/ Fernández Iparraguirre n.º 20
- C/ Cuesta del Matadero n.º 1
- C/ Cardenal González de Mendoza n.º 27
- C/ Dos de Mayo (Frente Estación de Autobuses)

## Horarios
- Lunes a viernes (laborables del 1 de enero al 9 de julio y 11 de septiembre al 31 diciembre) Ida

```
| 6:30 | 7:30 | 8:30 | 9:30 | 10:30 | 11:30 | 12:30 | 14:30 | 15:30 | 16:30 | 18:30 | 20:30 
```

- Sábados, domingos y festivos (laborables del 10 de julio al 10 de septiembre) Ida

```
| 7:00 | 8:00 | 10:00 | 11:00 | 12:00 | 15:00 | 17:00 | 19:00 | 21:00
```

- Lunes a viernes (laborables del 1 de enero al 9 de julio y 11 de septiembre al 31 de diciembre) Vuelta

```
| 7:00 | 8:00 | 9:00 | 10:00 | 11:00 | 12:00 | 13:00 | 15:00 | 16:00 | 17:00 | 19:00 | 21:00 
```

- Sábados, domingos y festivos (laborables del 10 de julio al 10 de septiembre) Vuelta

```
| 7:30 | 8:30 | 10:30 | 11:30 | 12:30 | 15:30 | 17:30 | 19:30 | 21:30
```